# Moto.tronic
 (mai 2020).
Albums de Ryūichi Sakamoto
A Day in New York
(2003) Chasm
(2004)
Moto.tronic est un album de musique de Ryūichi Sakamoto, sorti en 2003. Il s'agit d'une compilation de titres issus d'albums sortis précédemment : Neo Geo, Discord, Cinemage, BTTB et Casa et A Day in New York (en). Il combine des morceaux d'inspiration classique, de bossa nova avec quelques incursions electro-pop. Cependant, AllMusic estime que cette diversité de styles peut être déroutante pour le néophyte.

## Liste des titres
| No  | Titre                             | Durée |
| --- | --------------------------------- | ----- |
| 1.  | Forbidden Colours                 | 4:49  |
| 2.  | Energy Flow                       | 4:34  |
| 3.  | O Grande Amor                     | 4:31  |
| 4.  | The Last Emperor                  | 5:22  |
| 5.  | Railroad Man                      | 4:43  |
| 6.  | Risky                             | 5:27  |
| 7.  | Before Long                       | 1:23  |
| 8.  | Desafinado                        | 4:04  |
| 9.  | Lost Child (SQ & P)               | 5:02  |
| 10. | Little Buddha                     | 8:50  |
| 11. | Neo Geo                           | 5:08  |
| 12. | Opus                              | 4:28  |
| 13. | Anger (Rare Force 2 Meg mix)      | 5:13  |
| 14. | Insensatez (Remodel by Alva Noto) | 5:19  |

| 1. | Neo Geo (Live In NY - 1988)                         | 5:22 |
| 2. | Merry Christmas, Mr. Lawrence (Live In Tokyo -1986) | 4:14 |
| 3. | Bim Bom                                             | 2:54 |
| 4. | Tibetan Dance (Live In NY - 1988)                   | 4:53 |
| 5. | Insensatez                                          | 5:09 |